# カリキュレイテッド・レイティング・アクセス・タスク
カリキュレイテッド・レイティング・アクセス・タスク（Calicurated Rating Access Task、通称CRAT）は熱気球競技における種目の一つである。

## 概要
基本はフライイン・タスク(FIN)と同じであるが、ターゲットが時間によって変更される競技。時間によってマーカー(目印)を投げるターゲットが変化するため、競技者は飛行時間を考慮した上で競技を行わなければならない。すべてのターゲットにおいて、最短距離を競う。

## 他の競技種目
- ジャッジ・デクレアド・ゴール(JDG)
- フライイン・タスク(FIN)
- パイロット・デクレアド・ゴール(PDG)
- フライオン・タスク(FON)
- ヘジテーション・ワルツ(HWZ)
- ヘア・アンド・ハウンド(HNH)
- ミニマム・ディスタンス(MND)
- マキシマム・ディスタンス(MXD)
- マキシマム・ディスタンス・ダブルドロップ(MXDD)
- エルボー・タスク(ELB)